# Club Atlético River Plate 2010-2011
Questa voce raccoglie le informazioni riguardanti il Club Atlético River Plate nelle competizioni ufficiali della stagione 2010-2011.

## Stagione
Rispetto alla stagione precedente, il River Plate si presenta ai nastri di partenza dell'annata 2010-11 con la consapevolezza di dover necessariamente ottenere dei risultati di primo piano, date le due disastrose campagne che hanno seguito il titolo di Clausura 2008 e nonostante la situazione economica disastrata del club, che non solo non consente l'acquisto di innesti di rilievo (costringendo di fatto la squadra a giocare con una rosa composta per la stragrande maggioranza da talenti provenienti dalle giovanili) ma arriva addirittura a compromettere il regolare pagamento degli stipendi.
Il roster, già ampiamente smantellato nel corso degli anni precedenti, vede anche l'addio, tra gli altri, di Ariel Ortega, Cristian Fabbiani e Mauro Rosales, relegando quindi Matias Almeyda al ruolo di unico leader carismatico del River.
Sin dall'inizio della stagione, si segnala l'emersione del diciottenne Erik Lamela, che con la sua fantasia e la sua tecnica riesce a rendere pericoloso l'attacco del River che però pecca terribilmente in fase realizzativa: infatti, sia Mariano Pavone, che Leandro Caruso, che Rogelio Funes Mori, segnano pochissimo (tanto che alla fine solo Pavone, tra i tre, avrà raggiunto la doppia cifra in termini di gol segnati).
La crisi del River Plate si concretizza anche nei risultati, che alla fine costano la panchina ad Angel Cappa, oltretutto alla vigilia di una partita delicatissima: il Superclasico di andata contro il Boca, giocato però tra le mura amiche del Monumental.
Dopo alcune voci che davano per favorito Marcelo Bielsa come nuovo allenatore del River, alla fine è stato deciso, anche in virtù della crisi economica del club, di affidare la squadra a Juan José Lopez, allenatore delle giovanili. Il quale, però, inaspettatamente riesce a guidare la squadra alla vittoria sul Boca per 1-0, ed alla fine del torneo di Apertura i Millonarios si fregiano di un confortante quarto posto che alla fine della stagione potrebbe risultare fondamentale in vista della salvezza.
Il Clausura viene affrontato sostanzialmente senza cessioni né acquisti, eccetto per l'arrivo di Fabian Bordagaray, preso per aggiungere ulteriori armamenti al reparto offensivo ma che finirà per essere poco più che una comparsa; in questa fase del torneo la scarsa qualità tecnica ma soprattutto caratteriale del River viene a galla, cogliendo risultati via via sempre più modesti fino al giorno del Superclasico di ritorno, perso contro il Boca 2-0 in parte per uno dei tanti errori del portiere biancorosso Juan Pablo Carrizo (che durante tutto l'arco del Clausura si renderà protagonista di una serie di papere clamorose, molte delle quali comprometteranno diverse partite decisive), ed in parte per l'arbitro Patricio Losteau, assegnato all'ultimo momento a causa di un'operazione subita dal direttore di gara che avrebbe dovuto originariamente arbitrare l'incontro.
Losteau era già un arbitro poco gradito al River in quanto alcuni suoi errori arbitrali avevano già deciso in sfavore del River una partita molto importante giocata contro il Velez Sarsfield, e anche in questo caso le polemiche non mancheranno dato che non assegnerà alcuni rigori per il River, giudicati dai più evidenti e palesi; questo episodio porterà ad una polemica tra il presidente Passarella e Julio Grondona, presidente della federcalcio argentina, che però non accoglie minimamente le proteste di Passarella e anzi, lo deride pubblicamente lasciando di fatto il River Plate solo, senza tutele ed in balia di se stesso.
La stagione prosegue fino all'ultima giornata, in cui nonostante la pesante sconfitta contro il Lanùs, la media punti del River consente comunque alla squadra di giocarsi lo spareggio salvezza contro il Belgrano, perdendo l'andata per 2-0 e pareggiando al ritorno per 1-1; questi risultati determinano la prima retrocessione in Primera B Nacional della storia della squadra. Si susseguono numerosi scontri tra tifosi e la polizia dopo violente proteste fuori dallo stadio.

## Divise e sponsor
Il fornitore di materiale è Adidas, mentre lo sponsor commerciale è Pertobras.
| Casa | Casa (alternativa) | Trasferta | Terza divisa |

## Rosa[3]
| N. |                      | Ruolo | Calciatore          |
| -- | -------------------- | ----- | ------------------- |
| 1  | Argentina (bandiera) | P     | Juan Pablo Carrizo  |
| 2  | Argentina (bandiera) | D     | Alexis Ferrero      |
| 3  | Argentina (bandiera) | D     | Carlos Arano        |
| 4  | Argentina (bandiera) | D     | Paulo Ferrari       |
| 5  | Argentina (bandiera) | C     | Walter Acevedo      |
| 6  | Argentina (bandiera) | D     | Jonathan Maidana    |
| 7  | Argentina (bandiera) | A     | Mariano Pavone      |
| 8  | Argentina (bandiera) | A     | Fabián Bordagaray   |
| 9  | Argentina (bandiera) | A     | Rogelio Funes Mori  |
| 10 | Argentina (bandiera) | C     | Erik Lamela         |
| 11 | Argentina (bandiera) | A     | Leandro Caruso      |
| 13 | Uruguay (bandiera)   | D     | Juan Manuel Díaz    |
| 14 | Argentina (bandiera) | C     | Ezequiel Cirigliano |
| 15 | Argentina (bandiera) | C     | Facundo Affranchino |
| 16 | Argentina (bandiera) | D     | Ramiro Funes Mori   |
| 17 | Argentina (bandiera) | P     | Mario Vega          |
| 18 | Argentina (bandiera) | P     | Leandro Chichizola  |
| 19 | Paraguay (bandiera)  | D     | Adalberto Román     |

| N. |                      | Ruolo | Calciatore             |
| -- | -------------------- | ----- | ---------------------- |
| 20 | Argentina (bandiera) | C     | Manuel Lanzini         |
| 21 | Argentina (bandiera) | D     | Alejandro Espinoza     |
| 22 | Argentina (bandiera) | C     | Gustavo Bou            |
| 23 | Perù (bandiera)      | C     | Josepmir Ballón        |
| 25 | Argentina (bandiera) | C     | Matías Almeyda         |
| 26 | Argentina (bandiera) | D     | Maximiliano Coronel    |
| 27 | Argentina (bandiera) | P     | Gonzalo Marinelli      |
| 28 | Argentina (bandiera) | D     | Germán Pezzella        |
| 29 | Argentina (bandiera) | C     | Mauro Díaz             |
| 30 | Argentina (bandiera) | C     | Diego Buonanotte       |
| 31 | Argentina (bandiera) | D     | Luciano Abecasis       |
| 33 | Argentina (bandiera) | C     | Facundo Quignon        |
| 34 | Argentina (bandiera) | A     | Daniel Villalba        |
| 36 | Argentina (bandiera) | D     | Lucas Orbán            |
| 37 | Argentina (bandiera) | C     | Roberto Pereyra        |
| 38 | Argentina (bandiera) | C     | Matías Abelairas       |
| 40 | Argentina (bandiera) | D     | Leandro González Pirez |
| 41 | Argentina (bandiera) | C     | Santiago Gallucci      |